# 維生素A
維生素A又稱维他命A，是一組不飽和營養有機化合物，是人類的必需營養素之一，當中包括視黃醇、視黃醛、視黃酸及多種維生素原A類胡蘿蔔素（最著名的是β-胡蘿蔔素）。維他命A具有多種功能：它對於生長發育、免疫系統的維持和良好的視力都很重要，故又名為抗乾眼病維生素。眼睛視網膜的視黃醛都需要維他命A來組成，它結合了視蛋白形成視紫質，它對低光（適應暗光的視力）和彩色視覺所需的吸光分子都是必要的。維他命A的角色作用跟視黃酸（視黃醇的不可逆氧化形式）也大不相同，它對上皮組織及其他細胞來說，是一種重要的類似激素的生長因子。
維生素A並非單一的一種化合物，而是有許多不同的型態。在動物性食品中，維他命A的主要形式是以酯存在，主要是棕櫚酸視黃酯，它於小腸中將其轉化為視黃醇（化學上是醇类）。視黃醇形式的功能可作為維生素的儲存形式，並可以轉換為醛的視覺活躍形式—視黃醛。在植物中，維他命A是存在於多種植物裡的胡蘿蔔素。動物能夠把胡蘿蔔素在體內轉化為維他命A貯藏於肝臟中，它通常是以醇類的方式存在，稱作視黃醇，其活性也是最高；但也有一些屬於醛類，稱作視黃醛；另外還有一些屬於酸類，稱作視黃酸。視黃醇與視黃醛主要掌管桿細胞的視覺循環，而視黃酸主要是掌管人體內上皮組織分化有關，因此有些視黃酸衍伸物（俗稱的A酸）常用於皮膚疾病上的治療，另外有一種稱作視黃酯，其為人體內儲存脂溶性維他命A的主要型式。
各種形式的維他命A都具有一個附著類萜的β-香堇酮環，稱為視黃基（retinyl group）。這兩種結構的特點是維生素活性所必需的。紅蘿蔔的橙色顏色可以表示為兩個相連的視黃基，它在人體中用於促進維他命A的含量。α-胡蘿蔔素及伽馬胡蘿蔔素還具有單個視黃基，這使它們具有一定的維生素活性。其他胡蘿蔔素都不具維生素活性。類胡蘿蔔素β-隱黃質具有香堇酮組，並在人體中具有維生素活性。
維他命A可發現於兩種食物的主要形式：
- 視黃醇 — 當進食動物性食物時，黃色的脂溶性物質是吸收維生素A的形式。由於純酒精形式不穩定，維生素以視黃酯的形式存在於組織當中。它也可以以酯的形式於商業生產和管理，例如視黃基醋酸鹽（英语：Retinyl acetate）或視黃基棕櫚酸鹽（英语：Retinyl palmitate）[9]。
- 胡蘿蔔素：α-胡蘿蔔素、β-胡蘿蔔素、伽馬胡蘿蔔素；和葉黃素類β-隱黃質（所有都含有β-香堇酮環），但沒有其他類胡蘿蔔素於食草動物中發揮維生素A原（provitamin A）的作用，和雜食動物中擁有β-胡蘿蔔素15及15'-雙加氧酶（英语：Beta-carotene 15,15'-dioxygenase），這會在小腸粘膜中把β-胡蘿蔔素裂解，並將其轉化為視黃醇[10]。

## 歷史
維他命A的發現可能源於1816年的研究，當時法國生理學家弗朗索瓦·馬根迪觀察到缺乏營養的狗隻會發展至角膜潰瘍，而且死亡率很高。
1912年，英國生物化學家弗雷德里克·霍普金斯的研究證實牛奶內除了碳水化合物、蛋白質及脂肪以外，還有一些未知的輔助因素是大鼠生長所必需的，該研究可以追溯至1906年。霍普金斯也因這項發現而獲得1929年諾貝爾獎。
1913年，美國威斯康辛大學麥迪遜分校的埃爾默·麥科勒姆及瑪格麗特·戴維斯，和耶魯大學的拉斐特·孟德爾及托馬斯·布爾·奧斯本在研究脂肪於飲食的作用裡，他們獨立地發現到當中的一種物質。麥科勒姆和戴維斯由於比孟德爾與奧斯本之前三周提交了論文，故二人最終獲得榮譽。這兩篇論文在1913年的同一期《生物化學雜誌》中發表。1917年，由於當時水溶性的維生素B剛被發現，研究人員在1918年決定把該「輔助因素」取名為「脂溶性維生素A」；後來在1920年被稱為「維生素A」。1919年，威斯康辛大學麥迪遜分校的哈里·斯汀博克提出了黃色植物色素（β-胡蘿蔔素）與維他命A之間的關係。1931年，瑞士化學家保羅·卡勒描述了維他命A的化學結構。1947年，兩名荷蘭化學家戴維·阿德里亞·範·多普及約瑟夫·費迪南德·阿倫斯（Jozef Ferdinand Arens）首次合成維他命A。
第二次世界大戰期間，为规避英国的防御，德国轰炸机多借助夜色发起攻击。1940年，為了防止德國轟炸機發現一種新搭載的機載攔截雷達（Airborne Intercept Radar）系統，英國皇家部對報紙說，夜間防守的成功是由於英國皇家空軍飛行員在飲食中大量攝入富含維生素A的胡蘿蔔，從而使胡蘿蔔可以帮助人們在黑暗中看得更好的神話傳播開去。

## 攝取來源

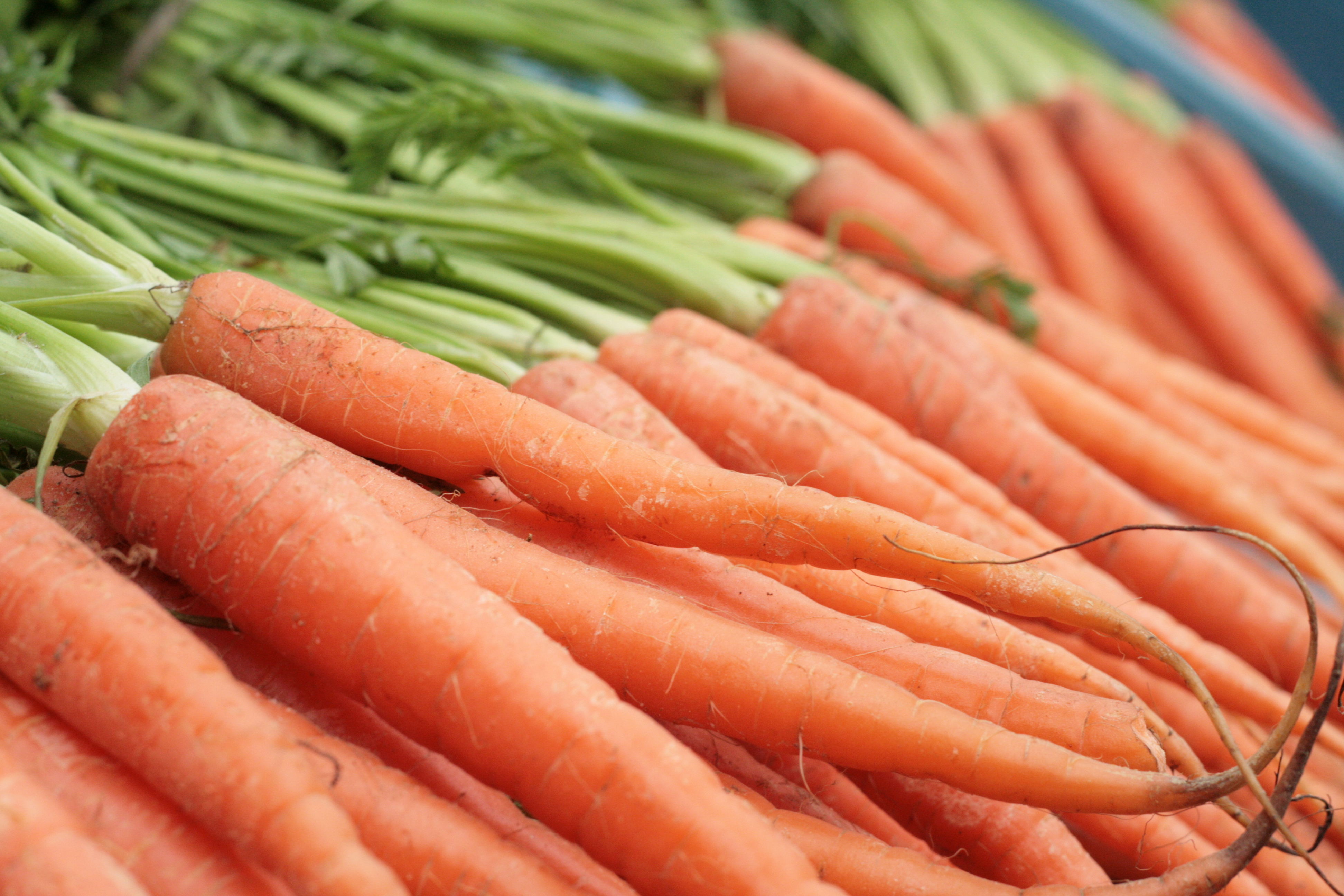
紅蘿蔔是β-胡蘿蔔素的來源。

許多食物中都含有維生素A，包括在清單的下列。方括號中的值是視黃醇活性当量（RAE）及平均每100克食品的成年男性的參考膳食攝取量百分比（RAEs）。胡蘿蔔素轉化為視黃醇的含量因人而異，食物中胡蘿蔔素的生物利用度各不相同。
| 來源                         | 視黃醇活性当量（RAEs） （平均每100克） | 成年男性參考膳食攝取量的百分比 （平均每100克食品） |
| ---------------------------- | -------------------------------------- | -------------------------------------------------- |
| 杏子                         | 96                                     | 11%                                                |
| 菜椒（綠色）                 | 18                                     | 2%                                                 |
| 菜椒（紅色）                 | 157                                    | 17%                                                |
| 西蘭花（花）                 | 31                                     | 3%                                                 |
| 西蘭花（葉）                 | 800                                    | 89%                                                |
| 牛油                         | 684                                    | 76%                                                |
| 冬南瓜                       | 532                                    | 67%                                                |
| 哈密瓜                       | 169                                    | 19%                                                |
| 紅蘿蔔                       | 835                                    | 93%                                                |
| 車打芝士                     | 265                                    | 29%                                                |
| 魚肝油                       | 30,000                                 | 3333%                                              |
| 寬葉羽衣甘藍                 | 333                                    | 37%                                                |
| 寬葉羽衣甘藍（經冷凍後煮沸） | 575                                    | 64%                                                |
| 蒲公英嫩葉                   | 508                                    | 56%                                                |
| 蛋                           | 140                                    | 16%                                                |
| 酥油                         | 3,069                                  | 344%                                               |
| 羽衣甘藍                     | 681                                    | 76%                                                |
| 食用肝（牛、豬、魚）         | 6,500                                  | 722%                                               |
| 食用肝（雞）                 | 3,296                                  | 366%                                               |
| 食用肝（火雞）               | 8,058                                  | 895%                                               |
| 芒果                         | 38                                     | 4%                                                 |
| 乳                           | 28                                     | 3%                                                 |
| 番木瓜                       | 55                                     | 6%                                                 |
| 豌豆                         | 38                                     | 4%                                                 |
| 南瓜                         | 426                                    | 43%                                                |
| 菠菜                         | 469                                    | 52%                                                |
| 螺旋藻                       | 3                                      | 0.3%                                               |
| 番薯                         | 961                                    | 107%                                               |
| 番茄                         | 42                                     | 5%                                                 |

### 飲食建議
美國醫學研究所（IOM）於2001年更新了維他命A的估計平均需求量（EARs）和建議膳食容許量（RDA）。對於12個月以下的嬰兒，沒有足夠的資訊來建立RDA，因此改為顯示足夠的攝入量（AI）。至於安全性，IOM會在證據充分的情況下為維生素及礦物質設定參考膳食攝取量（UL）。EARs、RDA、AI及UL其後被統稱為參考膳食攝取量（DRIs）。每微克的視黃醇活性当量（RAEs）的計算對應於1μg的視黃醇，2μg油中的β-胡蘿蔔素，12μg的「膳食」β-胡蘿蔔素，和24μg的其他三種「膳食」維生素原A類胡蘿蔔素。
| 人生階段 組別 | 人生階段 組別 | 美國建議膳食容許量 或 足夠的攝入量、 視黃醇活性當量 (μg／每天) | 上限* 參考膳食攝取量 (μg／每天) |
| ------------- | ------------- | -------------------------------------------------------------- | ------------------------------- |
| 嬰幼兒        | 0 – 6個月     | 400 (AI)                                                       | 500 (AI)                        |
| 嬰幼兒        | 7 – 12個月    | 600                                                            | 600                             |
| 兒童          | 1 – 3歲       | 300                                                            | 600                             |
| 兒童          | 4 – 8歲       | 400                                                            | 900                             |
| 男性          | 9 – 13歲      | 600                                                            | 1,700                           |
| 男性          | 14 – 18歲     | 900                                                            | 2,800                           |
| 男性          | >19歲         | 900                                                            | 3,000                           |
| 女性          | 9 – 13歲      | 600                                                            | 1,700                           |
| 女性          | 14 – 18歲     | 700                                                            | 2,800                           |
| 女性          | >19歲         | 700                                                            | 3,000                           |
| 懷孕女性      | <19歲         | 750                                                            | 2,800                           |
| 懷孕女性      | >19歲         | 770                                                            | 3,000                           |
| 哺乳期女性    | <19歲         | 1,200                                                          | 2,800                           |
| 哺乳期女性    | >19歲         | 1,300                                                          | 3,000                           |

- 參考膳食攝取量（UL）適用於天然和合成的視黃醇酯形式的維他命A。當計算維生素A總攝入量以進行安全性評估時，來自食物和膳食補充劑的β-胡蘿蔔素及其他維生素原A類胡蘿蔔素不會添加於計算中，儘管它們已包括在建議膳食容許量（RDA）和足夠攝入量（AI）的計算中。

為了美國食品和膳食補充劑的標籤用途，每份的含量表示為每日數值的百分比（%DV）。用於標記維他命A為每日數值的100％，其設定為5,000 IU，但於2016年5月27日修訂為900 μg的視黃醇活性当量（RAEs）。成年人前後的每日數值列表提供了參考每日攝入量中。大型公司的合規性設定於2020年1月1日截止，而小型公司則於2021年1月1日。
歐洲食品安全局（EFSA）稱這些資料為膳食參考值，以人口參考攝入量（PRI）取代建議膳食容許量（RDA），而平均需求量（AR）則取代了估計平均需求量（EAR）。在美國，AI和UL的定義相同。對於15歲及以上的男女來說，PRI數值分別設定為每天650μg和750μg。懷孕的PRI為每天700μg，哺乳期為每天1,300μg。對1-14歲的兒童來說，PRI的數值隨年歲每天從250μg增至600μg。這些PRI跟美國的RDA相似。EFSA審查了與美國相同的安全性問題，並把UL設定為每天3,000μg。

### 每日攝取量上限
根據1mg = 1,000μg = 1,000微克
1國際單位 = 0.3微克維生素A = 0.332微克乙酰維生素A；
- 0-3歲：600微克
- 4-9歲：900微克
- 10-12歲：1,700微克
- 13-18歲：2,800微克
- 18歲以上：3,000微克

## 代謝功能
維他命A於整個身體的多項功能中起作用，例如：
- 視力
- 基因轉錄
- 免疫功能
- 胚胎發育和繁殖
- 骨骼代謝
- 造血作用
- 皮膚和細胞健康
- 牙齒
- 黏膜

### 視力
維他命A在視覺循環中的作用與視網膜的形成特別相關。在眼睛內，視網醛的某種形態（11-cis-retinal）與視蛋白（蛋白質）結合，於視桿細胞形成視紫質，及在保守的賴氨酸殘基上形成視紫紅質（視錐細胞）。當光線進入眼睛時，視網醛的某種形態異構化為全「轉化」方式。該全「轉化」方式從視蛋白的一系列跟視網膜解離的步驟，稱為光漂白。這種異構化會沿著視神經向大腦的視覺中心誘導神經信號。從視蛋白分離後，全「轉化」視網膜會被再循環然後透過一系列的酶促反應轉換回到視網醛的某種形態（11-cis-retinal）。另外，一些全「轉化」方式的視黃醛可以轉化為全「轉化」方式的視黃醇，然後與光感受器間的視黃醇結合蛋白（IRBP）一起輸送到色素上皮細胞。它進一步酯化成為全「轉化」視黃酯，這容許全反式視黃醇儲存於色素上皮細胞內，留待有需要時重覆使用。視網醛的某種形態轉化的最後階段是將它轉化為視蛋白，以重新形成視網膜中的視網膜色素（視紫紅質）。人們需要視網膜色素（Rhodopsin）以在弱光下看東西（對比）以及夜視的能力。研究發現，當視網膜附著在視網膜色素上皮時，視網膜中的視紫紅質才會再生，以提供視網膜的形成。因此，維他命A的缺乏會抑制視紫紅質的再形成，並導致最早出現的症狀之一—夜盲症。

### 基因轉錄
以視黃酸形式存在的維他命A，在基因轉錄中起了重要的作用。當視黃醇被細胞吸收，它透過視黃醇脫氫酶（retinol dehydrogenases）被氧化為視黃醛（retinaldehyde）；然後視黃醛脫氫酶（retinaldehyde dehydrogenases）可以被氧化成視黃酸（retinoic acid）。視黃醛轉化為視黃酸是不可逆轉的步驟。這意味著由於視黃酸作為核受體配合基具有活性，因此視黃酸的產生受到嚴格調節。視黃酸的生理形式（全反式視黃酸）透過被稱為視黃酸受體（RAR）的核受體結合來調節基因轉錄，它們以作為異二聚體跟類視黃醇「X」受體（RXR）結合成DNA。RAR和RXR跟DNA結合前必須進行二聚化（dimerize）。RAR將與RXR形成異二聚體（RAR-RXR），但它不容易形成同型二聚體（RAR-RAR）。另一方面，RXR可能會形成同型二聚體（RXR-RXR），還會與許多其他核受體形成異二聚體，包括甲狀腺激素受體（RXR-TR）、維生素D3 受體（RXR-VDR）、過氧化物酶體增殖物激活受體（RXR-PPAR）和肝臟「X」受體（RXR-LXR）。
異二聚體（RAR-RXR）識別DNA上的視黃酸反應元素（RARE），而同型二聚體（RXR-RXR）可識別DNA上的類維他命A「X」反應元素（RXRE）；雖然有幾個視黃酸反應元素的近靶基因已經證明可以控制生理的流程，但這還沒有證明RXRE。帶有核受體的RXR的異二聚體除了RAR（如TR、VDR、PPAR、LXR）與DNA上各種不同的反應元素結合，以控制不受維他命A調節的過程。視黃酸跟RAR-RXR異二聚體中的RAR元素結合後，使受體發生構象變化，導致共阻遏物從受體中分離。然後，助活化劑就可以結合到受體複合物，這可能有助於從組蛋白釋出染色質結構，或可能與轉錄機制產生相互作用。這種反應可以上調（或下調）靶基因的表達，包括同源異形基因，以及為其受體本身編碼的基因（即哺乳動物中的RAR-beta）。

### 免疫功能
維他命A在免疫系統的許多領域都發揮著作用，尤其是在T細胞的變異和增殖。維他命A透過涉及白血球介素-2的間接機制以促進T細胞的增殖。除了促進增殖外，維他命A（特別是視黃酸）還會影響T細胞的變異。在視黃酸的存在下，位於腸道中的樹突狀細胞能夠介導T細胞變異為調節T細胞。為了防止宿主受損傷，調節T細胞對於預防針對「自己」的免疫反應及調節免疫反應的強度尤其重要。維他命A與乙型轉化生長因子（TGF-β）一起促進T細胞向調節性T細胞的轉化。沒有維他命A的話，TGF-β會刺激變異為可以產生自身免疫反應的T細胞。
造血幹細胞對於包括免疫細胞在內的所有血細胞的產生都很重要，並且能夠在個體的整個生命中補充這些細胞。除T細胞外，維生素A對於正確調節造血幹細胞的休眠也很重要。休眠造血幹細胞能夠自我更新，並且可以在需要時變異和產生新的血細胞。當細胞以全反式維甲酸處理時，它們無法離開休眠狀態而變得活躍起來，然而當從飲食中撇除維他命A時，造血幹細胞不再能夠休眠，並且造血幹細胞的數量減少。由此可見，在環境中創造均衡量的維他命A的重要性，以容許這些幹細胞於休眠狀態與激活狀態之間轉換，從而維持免疫系統的健康。維他命A亦已證明對於T細胞歸巢至腸道、影響樹突狀細胞非常重要，並且可以在免疫球蛋白A分泌增加的過程中發揮作用，這對於黏膜組織的免疫反應非常重要。

### 皮膚科
維他命A，更具體地說是視黃酸，透過打開基因並分化角質形成細胞（未成熟的皮膚細胞）區分成熟的表皮細胞來維持正常的皮膚健康。治療皮膚病的類維生素A藥物確切機制正在研究中。對於痤瘡的治療，最常處方的類維生素A藥物是13-cis視黃酸（異維A酸）。它能減少了皮脂腺的大小和分泌。儘管已知40毫克的異維A酸會分解為相等於10毫克的維A酸（原始品牌名為保膚靈（Accutane）） — 該藥物的作用機理仍是未知的，並且存在爭議。異維A酸能減少導管和皮膚表面的細菌數量。據認為這是皮脂減少的結果，皮脂是細菌的營養來源。異維A酸通過抑制單核細胞和中性粒細胞的趨化反應來減輕炎症。異維A酸還顯示了啟動皮脂腺的重塑；它觸發基因表達的變化，選擇性誘導細胞凋亡。異維A酸是一種具有許多潛在的副作用的致畸物，因此其使用需要醫療監督。

### 視網膜、視黃醇與視黃酸
維生素A被剝奪的大鼠於補充視黃酸後可以保持健康良好。這可以逆轉維生素A缺乏症對生長的抑製作用，以及早期階段的眼球乾燥症。然而，那些大鼠顯示出不育（雄性和雌性），並持續出現視網膜變性，顯示這些功能需要視網醛或視黃醇，它們是可以相互轉化的，但不能從氧化的視黃酸中恢復。缺乏維生素A大鼠的繁殖需要視黃醇去拯救，現在已知那是由於需要從睾丸和胚胎中的視黃醇中局部合成的視黃酸所致。

## 醫療用途

2014年維他命A補充品的覆蓋率（6-59個月的兒童）。

### 缺乏症
根據估計，維他命A缺乏症影響著全球約三分之一的五歲以下兒童。據估計，每年有670,000名五歲以下兒童因此被奪去生命。每年，發展中國家有250,000至500,000名兒童因缺乏維生素A而失明，其中非洲和東南亞的患病率最高。據聯合國兒童基金會（UNICEF）表示，維他命A缺乏症是「可預防兒童失明的主要原因」。它還增加了來自常見兒童時期的狀況導致死亡的風險，例如腹瀉。UNICEF認為，解決維生素A缺乏症對於聯合國《千年發展目標》中第四項的降低兒童死亡率至關重要。
維他命A缺乏症可能是原發性或繼發性的缺乏症。兒童和成人之間發生的原發性維他命A缺乏症，是他們從蔬果攝入的維他命原A類胡蘿蔔素，或從動物和奶製品中預製成的維生素A都不足夠所致。從母乳中早期斷奶的嬰幼兒也會增加維他命A缺乏症的風險；繼發性維他命A缺乏症跟慢性脂質吸收不良、膽汁生產和釋放受損，和長期暴露於氧化劑（例如香煙煙霧和慢性酒精中毒）有關。維他命A是脂溶性維他命，並取決於膠束增溶作用使其分散到小腸中，這會導致低脂飲食中維他命A不足使用。鋅缺乏還會損害維他命A的吸收、輸送和代謝，因為它對於維他命A轉運蛋白的合成必不可少，並且它是作為視黃醇轉化為視網膜的輔助因子。在營養不良的人口中，常見的維他命A和鋅攝入量偏低會加劇維他命A缺乏症的嚴重性，並導致出現生理徵兆和缺乏症狀。布基納法索的一項研究表明，在幼兒中透過使用維他命A和鋅的結合補充劑可使瘧疾發病率大幅度減少。
由於視網膜作為視覺發色團（visual chromophore）的獨特功能，維他命A缺乏症其中一項最早及具體表現是視力受損，特別是在減少光線的情況下–夜盲症。持續缺乏會引起一系列變化，其中最具破壞性的情況發生在眼睛上。其他一些眼睛的變化稱為眼球乾燥症。首先由於正常的淚腺和黏液分泌的上皮被角化上皮所代替，因此結膜會變得乾燥。隨後，細小不透明的斑塊中出現角蛋白碎片的積聚，最終角膜被軟化及破壞，使角膜的表面因侵蝕而變得粗糙，粗糙的角膜表面因此受到侵蝕而軟化，角膜被破壞（角膜軟化症），並導致完全失明。其他變化包括上皮內層的免疫力受損（增加耳部感染，泌尿系統感染、腦膜炎球菌病）、皮膚角化過度（毛囊上的白色腫塊）、毛囊角化症及，位於上呼吸道和膀胱角化上皮的鱗狀組織變形。關於牙科，缺乏維他命A可能導致琺瑯質發育不全。
對於孕婦及為了正常胎兒發育而餵哺母乳的哺乳期婦女而言，供應充足並不要過量的維他命A是尤其重要的。缺乏症不能透過產後護理補充作補償。過多的維他命A最常見於高劑量的維生素補充劑，這會導致先天性障礙，因此，使用不應該超過每日的建議值。
懷孕期間飲酒導致維他命A代謝受到抑制，是胎兒酒精譜系障礙的一種提出機制，並類似於胚胎形成（embryogenesis）中孕婦的維他命A缺乏症或降低視黃酸合成具有致畸性（teratogenicity）的特徵。

### 維他命A補充
在2012年的一項審查發現，沒有證據表明β-胡蘿蔔素或維他命A補充劑能夠增加健康人們或患有各種疾病的人的壽命。2011年的一項審查發現，五歲以下有缺乏症風險的兒童於補充維他命A的死亡率降低多達24％。然而，2016年和2017年的考科藍評估得出結論，沒有證據表明建議對所有不足1歲的嬰兒補充維他命A，因為它不能降低中低收入國家嬰兒的死亡率或發病率。世界衛生組織估計，自1998年以來，維他命A補充品避免了40個國家因缺乏維他命A而導致的125萬人死亡。
雖然可以透過母乳餵哺和飲食攝入來吸收維他命A，但口服高劑量的補充劑仍然是減少缺乏症的主要策略。在加拿大國際發展署（Canadian International Development Agency）的支持下，微量營養素倡議（Micronutrient Initiative）向發展中國家提供了補充活動所需約75％的維他命A。食物強化的方法是可行的，但不能確保足夠的攝入量。對撒哈拉以南非洲孕婦的觀察研究經已表明，血清中的維他命A水平低跟母嬰之間傳播愛滋病的風險增加有關。血液中維他命A含量低跟愛滋病毒的快速感染和死亡有關。對HIV傳播的可能機制的評論發現，母嬰血液中的維生素A水平與通過抗反轉錄病毒藥物建立的常規干預措施無關。

### 類維他命A和類胡蘿蔔素的等效性（IU）
由於某些類胡蘿蔔素可以轉化為維他命A，因此已嘗試確定飲食中的類胡蘿蔔素等於特定劑量的視黃醇，這樣就可以比較不同食物的益處。這種情況可能令人感到困惑，因為接受的等效項目已更改。多年以來，國際單位（IU）的對應系統使用了0.3μg的視黃醇相等於1.8μg的β-胡蘿蔔素，及3.6μg其他維生素原A類胡蘿蔔素；同时还引入了一個稱為視黃醇当量（RE）的單位表示这一关系。在2001年之前，1μg RE相當於1μg的視黃醇，2μg溶於油的β-胡蘿蔔素（由於它在任何介質中的溶解度都很差，大部分補充品僅部分溶解），6μg的「膳食」β-胡蘿蔔素（因為它不像在油裡那樣有較好的吸收），12μg的「膳食」α-胡蘿蔔素、γ-胡蘿蔔素或β-隱黃質。
較新的研究表明，維他命A的類胡蘿蔔素的吸收僅是以前所認為的一半。因此，美國醫學研究院在2001年推薦了一個新單位 — 視黃醇活性当量（RAE）。每微克的RAE對應於μg的視黃醇，2μg的油中β-胡蘿蔔素，12μg的「膳食」β-胡蘿蔔素，24μg的其他三種「膳食」原維他命原A類胡蘿蔔素。
| 物質及其化學環境，每 1μg                                               | IU (1989) | μg RE (1989) | μg RAE (2001) |
| ---------------------------------------------------------------------- | --------- | ------------ | ------------- |
| 視黃醇                                                                 | 3.33      | 1            | 1             |
| β-胡蘿蔔素（溶於油）                                                   | 1.67      | 1/2          | 1/2           |
| β-胡蘿蔔素（普通飲食）                                                 | 1.67      | 1/6          | 1/12          |
| - α-胡蘿蔔素（普通飲食） - γ-胡蘿蔔素（普通飲食） - 隱黃質（普通飲食） | 0.83      | 1/12         | 1/24          |

因為來自人體的維他命原類胡蘿蔔素向視黃醇的轉化受到人體可用的視黃醇当量的積極調節，轉換只適用於嚴格的缺乏維他命A的人身上。維他命原的吸收很大程度上取決於跟維他命原一起攝入的脂質的份量；脂質會增加維他命原的攝取。食品和營養委員會（Food and Nutrition Board）出版了維根主義中提供足夠的維他命A的一天飲食示例（第120頁）。美國醫學研究院提供視黃醇或其等效物的參考值的數據下降了。1968年設立的男性參考膳食攝取量為5,000個IU（1,500μg的視黃醇）。1974年，RDA修訂為1,000個RE（1,000μg的視黃醇）。截至2001年，成年男性的RDA為900個RAE（900μg或3,000 IU的視黃醇）。按照RAE的定義，這相當於1,800μg溶於油的β-胡蘿蔔素補充劑（3,000 IU），或10,800μg食物中的β-胡蘿蔔素（18,000 IU）。

### 醫療用維他命A及其衍生物
棕櫚酸視黃酯已用於護膚霜中，如上所述，它會被分解為視黃醇，並在表面上被代謝為視黃酸，其具有強大的生物活性。類視黃醇（例如異維A酸）構成了一類跟視黃酸化學相關的化合物，並在醫學上替代該化合物用於調節基因功能。就像視黃酸一樣，相關化合物也不具有完整的維他命A活性，但對基因表達和上皮細胞分化具有強大的作用。藥劑學上，大劑量使用天然存在的視黃酸衍生物目前用於癌症、愛滋病及皮膚科疾病的目的。高劑量的時候，其副作用類似於維他命A的毒性。

## 副作用
鑑於維他命A是脂溶性的，因此透過飲食攝入過量的維他命A比水溶性的維他命B和維他命C需要更長的時間處理。這使維他命A的毒性在體內積累。這些毒性僅發生於預製的（類視色素）維他命A（例如來自肝臟）中發生。類胡蘿蔔素的形式（例如胡蘿蔔中的β-胡蘿蔔素）沒有給出這樣的症狀，但飲食中攝入過多的β-胡蘿蔔素會導致胡蘿蔔素沈著病，一種無害但不美觀的橙黃色皮膚色素。
一般來說，急性毒性發生在每公斤體重佔25,000個IU的一定劑量下，而慢性毒性發生於每公斤體重佔4,000個IU，並持續6-15個月。然而，肝毒性的水平低至每天15,000個IU（4,500微克）至每天140萬個IU，每日平均毒性劑量為120,000個IU，特別是過量飲酒後。在患有腎衰竭的人當中，4,000個IU可能會造成嚴重受損。長期每天服用25,000–33,000個IU劑量的維他命A可能引起毒性跡象。
攝入過量維他命A會導致噁心、易怒、食欲不振、嘔吐、視力模糊、頭痛、脫髮、肌肉及腹部疼痛和無力、嗜睡和精神狀態改變。在慢性病例中，脫髮、皮膚乾燥、黏膜乾燥、發燒、失眠、疲勞、體重減輕、骨折、貧血和腹瀉，以上這些症狀都可以很明顯，伴隨著較輕的毒性。這些症狀中的某些也常見於跟異維A酸一同治療痤瘡的症狀。長期高劑量的維他命A，還有藥用類維生素A（如異維A酸）可以產生假性腦腫瘤綜合症。該綜合徵與腦壓升高有關，包括頭痛、視力模糊和混亂。當停止攝入引起問題的藥物後，症狀開始得到解決。
長期攝入1,500個預製維他命A的視黃醇活性当量（RAE）可能與骨質疏鬆症及髖部骨折有關，因為它可以抑制骨骼生成，同時刺激骨骼分解，儘管其他評論對此提出了質疑，但仍需要進一步的證據。2012年的系統審查發現，β-胡蘿蔔素和較高劑量的維他命A補充劑增加了健康人士與各種疾病患者的死亡率。審查的結果發現抗氧化劑可能沒有長期益處的擴展證據。

## 作用
維生素A是视网膜内感光色素的组成部分。是保護眼晴和增進視力不可缺少的營養素，若缺乏的話，會引致結膜的表皮角質化，這會阻塞淚腺，從而導致乾眼症，甚至引致結膜炎。維生素A不足會引發夜盲症，因為視網膜內感光色素缺乏之故。
維生素A也是骨髓细胞分化时的调节因素，包括骨髓中的造血細胞都需要維生素A的調節
上皮组织分化亦需維生素A。美容業使用的蝦紅素，即是維生素A家族成員之一。

### 補充可提高吸收利用的營養素
膽鹼、必需脂肪酸、鋅、維生素C、D、E

## 颜色反应
维生素A可以与多种含氯化合物在氯仿中反应，生成带有颜色的溶液，这种颜色反应可以用于元素定性分析或油脂中维生素A的检测。常见的能与维生素A发生颜色反应的化合物有：
1. {\displaystyle {\ce {SbCl3}}}与维生素A反应显示的蓝色可以在三分钟以内不褪去。
2. {\displaystyle {\ce {SnCl4}}}最初可以得到深蓝色溶液，随后溶液迅速变为紫色。
3. {\displaystyle {\ce {FeCl3}}}使溶液显出带有荧光的紫红色，但由于该体系难以保持无水，故多次进行反应时可能会得到不一样的结果。
4. 向维生素A的油溶液中加入极细的{\displaystyle {\ce {AlCl3}}}粉末，溶液中显示紫红色，随后转变为棕色。但当溶于氯仿的油中含有干燥的氯化氢或光气且加入的{\displaystyle {\ce {AlCl3}}}为细粉末时会得到持续时间相近的紫色溶液。
5. 当{\displaystyle {\ce {SiCl4}}}加入维生素A的鱼肝油溶液中溶液呈现玫瑰红色，但该反应分辨率不高。
6. 与{\displaystyle {\ce {POCl3}}}得到的溶液为蓝色，之后迅速转为红色。

以上反应得到的溶液其颜色均为蓝色再加上不同比例的红色，Rosenheim、 Drummond [1925] 和 Takahashi et al. [1925]认为蓝色是由维生素A结构导致的，而较浅的红色、黄色被掩蔽。